# Un jour
 (avril 2020).
Si vous disposez d'ouvrages ou d'articles de référence ou si vous connaissez des sites web de qualité traitant du thème abordé ici, merci de compléter l'article en donnant les références utiles à sa vérifiabilité et en les liant à la section « Notes et références ».
 (avril 2020).
- Si vous ne connaissez pas le sujet, laissez ce bandeau (vous pouvez alors contacter les auteurs).
- Si vous supprimez le contenu mis en cause (vous pouvez préalablement contacter les auteurs),

argumentez précisément cette suppression dans la page de discussion
(un manque de référence n'est pas un argument ; une recherche réelle de référence doit avoir été effectuée, être formellement documentée).
Ne doit pas être confondu avec Un jour (film), Un jour (roman) ou Un jour (série télévisée, 2024).
Un jour est un roman testamentaire de Maurice Genevoix, publié au Seuil en 1976, alors que l'auteur était âgé de 86 ans.

## Place dans l'œuvre de Genevoix
C'est une œuvre intemporelle, comme Une vie de Maupassant, un jour situé hors du temps (« C'était hier, c'est aujourd'hui et c'est demain. »), un hommage du quotidien à la vie. Ce roman est construit sur une intrigue très simple, une rencontre entre deux hommes, néanmoins doublée d'un magnétisme constant. La puissance du texte repose en bonne partie sur les correspondances permanentes, auxquelles Maurice Genevoix excelle, entre les sentiments, les états de l'âme, et les visages de la nature, qui demeurent toujours en accord mutuel. Le roman est un consentement tout entier à la vie : « Si j'eusse été capable d'un lucide retour sur moi, ce n'eût été, peut-être, que pour assimiler ce consentement à un obscur et paradoxal bonheur. »
Éloge de la poésie
Fidèle à ses habitudes et atteignant ici les dernières limites de l'âge, Genevoix revient sur les thèmes qui lui sont chers, les précise avec davantage d'insistance. Un jour est un éloge à la simplicité de l'être, fustigeant ces « gaillards intelligents dont la façon d'être intelligents nous ferait remercier le ciel de n'être qu'un simple d'esprit ». Une phrase cinglante, déjà lâchée dans Jeux de glaces, à l'égard de certains collègues écrivains. L'intellect est capable de fatuités, quand l'exercice des sens se contente de révéler le monde dans sa réalité profonde : « Si rudimentaires soient-ils, ce sont de bons serviteurs, ponctuels, zélés, en tout cas attentifs. La moisson qu'ils m'apportent suffit à me combler ». Mais cet éloge à la simplicité et à la liberté de l'être, à la « vie vivante », cédant aux « contagions heureuses », à l'expression des signes (« Il y a des signes partout ») est également un éloge vrai de la poésie. Il ne s'agissait rien d'autre, tout au long de ce jour, de s'accorder à « des yeux neufs, (…) mieux liés aux choses révélées, en harmonie avec leur réalité ». Alors vient la capacité d'émerveillement, couronnement d'une attention déployée tout au long du jour, comme elle l'a été tout au long d'une vie. Fernand d'Aubel est insistant sur ce point : « Merveilleux. J'ai toujours ce mot à la bouche. Ne souriez pas. C'est un point d'arrivée, ça n'est pas venu tout seul, fichtre non ! Maintenant, ça y est, je l'ai bien gagné… ». Au passage, Genevoix rend hommage à plusieurs américains en qui il se reconnaît : Thoreau, Whitman, Emerson… « Ici (…), j'ai trouvé mon méridien : bonne façon d'embrasser l'univers, de rejoindre l'enfance et de garder, vaille que vaille, le contact avec le monde vrai dont la puberté nous sépare ». Rares sont les phrases qui reflètent autant la posture de Maurice Genevoix tout au long de son œuvre.
Une ultime biographie
L'œuvre entière de Maurice Genevoix est une biographie. Sa propre vie est un support pour raconter la Grande Guerre, le Val de Loire et ses hommes, mais aussi une certaine posture à l'égard de l'univers et des autres. Aussi Un Jour est-il le lieu de certains retours sur ses propres livres. L'auteur de Ceux de 14 cite un passage merveilleux écrit beaucoup plus tôt dans les tourmentes de la guerre, au vol amical d'une merlette filant dans la forêt meusienne : « La paix aussi existe. Il suffit du battement de mes ailes, ce matin, pour que le monde te soit rendu. Je suis la vie, merlette dans un boqueteau meusien. Suis-moi des yeux : je vole, je vole… Je suis aussi la poésie. Le monde est beau ».

## Analyse de l'œuvre
L'argument
Le roman a pour thème central la simplicité dans la fraternité. Le vieux Fernand d'Aubel prévient : « L'essentiel est de simplifier. » D'Aubel est, à l'évidence, une partie de Genevoix lui-même. Les repères chronologiques nous éclairent. D'Aubel s'installe aux Vieux-Gués à 53 ans, précisément l'âge de Genevoix lorsqu'il retrouve ses Vernelles après un séjour de deux ans chez ses beaux-parents, durant l'occupation.
La mort
Une fois de plus, la mort s'affirme comme l'un des thèmes majeurs de l'œuvre de roman. L'acceptation de la mort y apparaît entière. Autant elle est révoltante pour un soldat de vingt ans (« Je me rappelais les lentes larmes coulant sur le visage d'un mourant et son regard faisant passer en moi, dans tout mon être, la peine de mourir à vingt ans. »), autant elle s'inscrit tout entière dans la continuité de la vie pour le vieil homme qu'est alors Maurice Genevoix et qui y consent de plein aloi : « Une longue vie pour devenir un homme, et ce n'est jamais achevé. C'est à l'instant où je mourrai que je serai un peu mieux homme, le plus près de Dieu, j'en suis sûr. Il n'y a pas de mort pour le passant qui s'est perçu vivant. (…) Il n'y a pas de mort. Je peux fermer les yeux, j'aurai mon Paradis dans les cœurs qui se souviendront. »
Analyse littéraire
Le vieil homme écrivain est depuis longtemps au sommet d'une technique qui demeure intacte et vive sous la plume. Pour situer le roman hors de l'espace, il suffit d'évoquer dès les premières pages un simple reflet de peupliers à la surface d'un étang, où plonge un semis d'étoiles. La perte de perspective en inversant les processus. Ce n'est plus l'homme qui marche vers la forêt mais la forêt qui vient à lui : « La lisière d'un autre bois (…) monte très vite, comme si elle eût marché, de toute sa masse, à ma rencontre. Et j'entrais déjà dans son ombre. » Il en est de même des odeurs : « en même temps que bouchait mes narines une odeur d'eau ou d'étang ». Le silence nocturne est lui-même évoqué par les simples chuchotements de la nuit. Genevoix multiplie ici les techniques pour rendre plus intimes les correspondances entre l'Homme d'âge mûr et la Nature.